# Чернавка (приток Воржехоти)
Чернавка — река в России, протекает с востока на запад в лесу в Угличском районе Ярославской области; правый приток реки Воржехоть.